# Folie à Deux (album)
Folie à Deux är ett musikalbum av rockgruppen Fall Out Boy, utgivet 2008. "Folie à deux" kan ungefärligt översättas som "Galenskap för två" och är namnet på en sällsynt psykisk störning. Skivan består enbart av rock.

## Låtlista
1. "(Coffees for closers)" 4:35
2. "20 Dollar Nose Bleed" 4:17
3. "27" 3:12
4. "America's Suitehearts" 3:34
5. "Disloyal order of Water Buffaloes" 4:17
6. "Headfirst slide into coopestown on a bad bet" 3:54
7. "I don't care" 3:34
8. "She's my Winona" 3:51
9. "The (Shipped) Gold Standard" 3:18
10. "Tiffany Blews" 3:44
11. "W.A.M.S" 4:38
12. "West Coast Smoker" 2:46
13. "What a catch, Donnie" 4:50